# Taxiphyllum laevifolium
Taxiphyllum laevifolium är en bladmossart som beskrevs av William Russell Buck 1987. Taxiphyllum laevifolium ingår i släktet Taxiphyllum och familjen Hypnaceae. Inga underarter finns listade i Catalogue of Life.